# Lomba de São Mateus
A Lomba de São Mateus é uma elevação portuguesa localizada no concelho da Madalena, ilha do Pico,arquipélago dos Açores.
Este acidente geológico, um cone de Escórias, tem o seu ponto mais elevado a 1 474 metros de altitude acima do nível do mar. Sendo uma das mais altas elevações da ilha do Pico encontra-se próxima da Elevação do Queiró e do Cabeço das Cabras.